# Lejaren
Lejaren är en sjö i Strömsunds kommun i Jämtland och ingår i Ångermanälvens huvudavrinningsområde. Sjön har en area på 4,28 kvadratkilometer och ligger 562,1 meter över havet. Lejaren ligger i Frostvikenfjällen Natura 2000-område. Sjön avvattnas av vattendraget Lejarälven. Vid provfiske har röding och öring fångats i sjön.

## Delavrinningsområde
Lejaren ingår i det delavrinningsområde (719310-143310) som SMHI kallar för Utloppet av Lejaren. Medelhöjden är 647 meter över havet och ytan är 17,22 kvadratkilometer. Räknas de 27 avrinningsområdena uppströms in blir den ackumulerade arean 140,82 kvadratkilometer. Lejarälven som avvattnar avrinningsområdet har biflödesordning 3, vilket innebär att vattnet flödar genom totalt 3 vattendrag innan det når havet efter 360 kilometer. Avrinningsområdet består mestadels av skog (56 procent) och kalfjäll (19 procent). Avrinningsområdet har 4,29 kvadratkilometer vattenytor vilket ger det en sjöprocent på 24,9 procent.